# 24KUL.si
24KUL.si je slovenski spletni portal, ustanovljen leta 2009, ki deluje v okviru KUL.si - Zavod za družino in kulturo življenja, Civilne iniciative za družino in pravice otrok in Koalicije za otroke gre!. Zavod, ki spletni portal izdaja, se financira prek prostovoljnih donacij. Spletni portal upravlja visok predstavnik slovenske Katoliške cerkve Tadej Strehovec, ki je tudi ustanovitelj portala. 24KUL.si je eden izmed vodilnih organizacij na področju nasprotovanja splavu v Sloveniji, v svojem poročanju pa je tudi kritičen do LGBT skupnosti. 24KUL.si leta 2012 ni bil vpisan v uradni razvid medijev čeprav verjetno ustreza takšni opredelitvi.
Zaradi zapisa na portalu iz leta 2016 je bil sprožen sodni postopek proti Tadeju Strehovcu kot domnevnemu odgovornemu uredniku portala zaradi suma sovražnega govora. V anonimnem zapisu na portalu je bil namreč objavljen seznam posameznikov in organizacij, ki so pospisale pobudo za zaščito ustavnih pravic žensk, ki jih je zapis opisal kot člane "slovenskega abortivnega lobija". Strehovec je zanikal funkcijo odgovornega urednika in navedel, da je na portalu moč objavljati brez predhodnega nadzora. Strehovec je bil obtožbe leta 2019 oproščen, saj ni bilo mogoče vrednotiti trditve tožilstva, da je Strehovec avtor članka, ter tudi ni bilo mogoče ugotoviti, kdo vse je sodeloval pri ustvarjanju čalnka.